# 张海舟
张海舟（1962年6月19日—），山东人，中华人民共和国外交官。

## 早年经历
- 大学毕业

## 主要外交经历
- 1986年至1988年，在中华人民共和国驻苏维埃社会主义共和国联盟大使馆工作，历任职员、随员；
- 1988年至1992年，在外交部欧亚司工作，历任随员、三秘；
- 1992年至1995年，在中华人民共和国驻哈巴罗夫斯克总领馆工作，历任副领事、领事；
- 1995年至2000年，在外交部办公厅工作，职务为秘书；
- 2000年至2001年，在外交部欧亚司工作，职务为一秘；
- 2001年至2004年，在外交部欧亚司工作，职务为参赞；
- 2004年至2005年，在外交部欧亚司工作，职务为副司长；
- 2005年至2009年，任中华人民共和国驻阿塞拜疆共和国大使。
- 2012年11月，任北京市人民政府外事办公室（北京市人民政府港澳事务办公室）副主任（正局级）[1]。
- 2016年6月，任中华人民共和国驻保加利亚大使[2]

## 家庭
已婚，夫人吴小莺，有一子。

## 荣誉
外国勋章奖章
- 一级老山勋章（保加利亚，2018年12月20日于索菲亚总统府颁发[3]）